# Arado Ar 96
L'Arado Ar 96 era un aereo da addestramento avanzato ad ala bassa sviluppato dall'azienda tedesca Arado Flugzeugwerke GmbH nei tardi anni trenta.
Utilizzato principalmente dai reparti da addestramento della Luftwaffe prima e durante lo svolgimento della seconda guerra mondiale, venne prodotto, oltre che dalla stessa, anche su licenza sia nel territorio nazionale che nei territori assoggettati dopo lo scoppio del guerra rimanendo in servizio nelle aeronautiche militari di Cecoslovacchia e Francia dopo il termine del conflitto.

## Storia del progetto
L'Ar 96 viene progettato per soddisfare una specifica richiesta del 1936 da parte del Reichsluftfahrtministerium (RLM), il ministero che nella Germania dell'epoca sovraintendeva l'intera aviazione nazionale, di dotare la Luftwaffe di un più moderno addestratore avanzato monoplano biposto destinato a sostituire i pari ruolo dalla velatura biplana Arado Ar 76, Bücker Bü 133, Heinkel He 74 e Focke-Wulf Fw 56 nelle scuole di volo.
Alla presentazione del progetto l'RLM richiese all'Arado inizialmente la realizzazione di tre prototipi più un velivolo di pre produzione di quella che sarebbe diventata la versione A, ordine seguito da altre 6 unità tutte dotate di motorizzazione Argus As 10C da 240 CV (177 kW) e realizzate tra il 1937 ed il 38.
La produzione, iniziata nel 1939 a pochi mesi dallo scoppio della seconda guerra mondiale, venne realizzata, oltre che dalla stessa Arado, anche negli impianti di produzione dalla AGO Flugzeugwerke GmbH. All'inizio del conflitto erano stati già forniti 12 esemplari della versione A che vennero integrati da altri 84 prima di effettuare una modifica nella motorizzazione. L'Arado infatti aveva utilizzato i primi tre prototipi per testare il velivolo con un aumento di prestazioni, sostituendo l'originale otto cilindri As 10C con il ben più potente V12 Argus As 410 da 465 CV (342 kW), operazione pienamente riuscita che darà origine di fatto alla versione B.
| Tabella riassuntiva dei prototipi realizzati |          |        |        |                                                                   |
| V-numero                                     | Versione | W.-Nr. | marche | Note                                                              |
| V1                                           | A        | 2067   | D-IRUU | riassemblato come V7                                              |
| V2                                           | A        | 2068   |        | riassemblato come V5                                              |
| V3                                           | A        | 2069   | D-IGME | riassemblato come V6                                              |
| V4                                           | A        | 2070   | D-IZIE |                                                                   |
| V5                                           | B        | 2068   |        | evoluzione del V2                                                 |
| V6                                           | B        | 2069   | GJ+AL  | evoluzione del V3                                                 |
| V7                                           | B        | 2067   | D-IRUU | evoluzione del V1                                                 |
| V8                                           | B        | 3732   |        | versione di pre produzione, primo settembre 1940 a Rechlin        |
| V9                                           | B        | 3733   | D-IXWZ | versione dotata di mitragliatrice MG 15 posteriore brandeggiabile |

## Versioni
Ar 96 V1/V7
prototipi delle versioni A e B.
Ar 96 A
- Ar 96 A-0

versione di pre produzione dotata di motorizzazione Argus As 10C da 240 CV (177 kW).
- Ar 96 A-1

prima versione di serie, biposto da addestramento avanzato.
Ar 96 B
sviluppo della versione Ar 96 A e versione principale di serie, dotata di motorizzazione Argus As 410 da 465 CV (342 kW) e fusoliera allungata per l'installazione di un serbatoio di combustibile maggiorato.
- Ar 96 B-1

versione da addestramento non armata.
- Ar 96 B-2

Ar 96 C

### Varianti
Ar 396
- Ar 396A-1

versione monoposto da addestramento caccia.
- Ar 396A-2

versione disarmata da addestramento strumentale.

### Produzione su licenza e postbellica
Cecoslovacchia
- Avia C.2B

versione prodotta su licenza in Cecoslovacchia dell'Ar 96B con la nuova designazione C.2B, prodotta in 228 esemplari dall'Avia e 182 dalla Letov tra il 1945 ed il 1950.
 Francia
produzione della Société Industrielle Pour l'Aéronautique (SIPA)
- SIPA S-10

versione francese del Ar 396
- SIPA S-11

versione modificata del S.10, motorizzata con un Renault 12S (Argus As 411)
- SIPA S-111
- SIPA S-12

versione di costruzione interamente metallica del S.11.
- SIPA S-121

versione modificata del S.12

## Utilizzatori

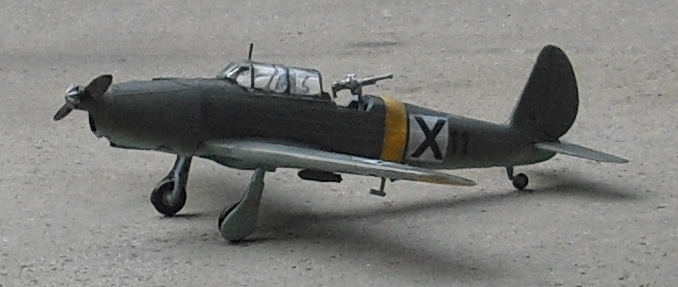
Un modello dell' Ar 96 B/MG con insegne bulgare (ex D-IXWZ).

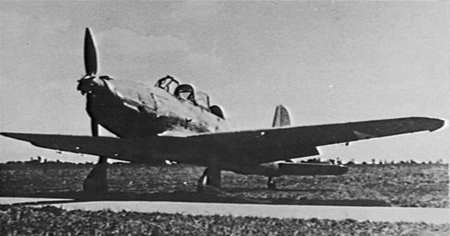
Un Ar 96 B con insegne ungheresi.

Bulgaria
- Bălgarski Voennovăzdušni sili

operò con due Avia C.2 ricevuti nel 1948.
 Cecoslovacchia
- Češkoslovenske Vojenske Letectvo

operò con la versione postbellica Avia C.2.
 Germania
- Luftwaffe

 Italia
- Regia Aeronautica[4]

 Slovacchia
- Slovenské vzdušné zbrane

 Romania
- Forțele Aeriene Regale ale României

  Ungheria
- Magyar Királyi Honvéd Légierő

## Velivoli attualmente esistenti

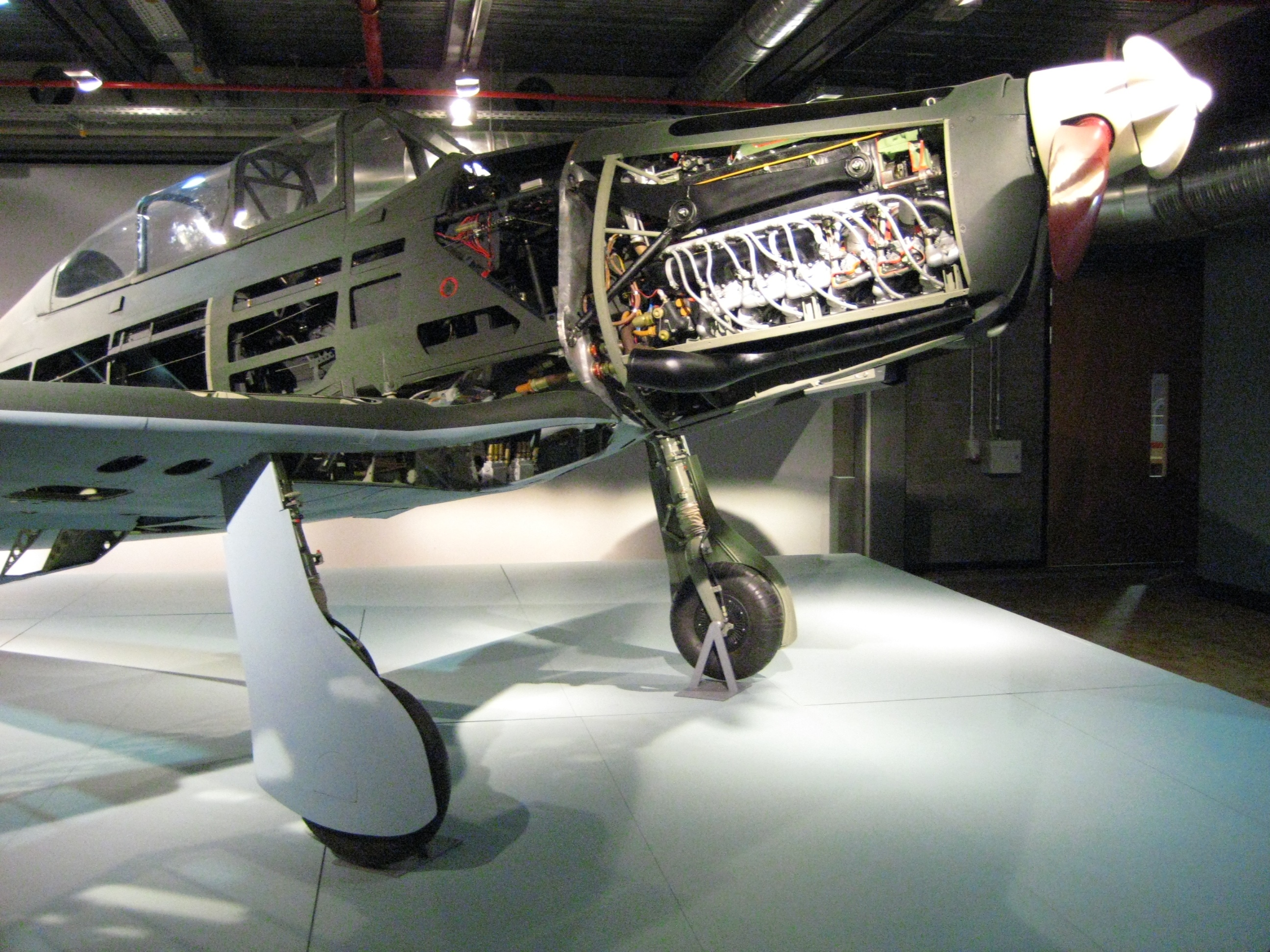
Arado Ar 96 B-1 esposto al Deutsche Technikmuseum, Berlino, Germania.

- Arado Ar 96 B-1 - esposto al Deutsche Technikmuseum. Berlino, Germania.
- Arado Ar 96 B-1 - esposto al Flyhistorisk Museum. Sola, Norvegia.[5]